# Lepidotrigla vanessa
Lepidotrigla vanessa és una espècie de peix pertanyent a la família dels tríglids.

## Descripció
- Fa 28 cm de llargària màxima.[5][6]

## Hàbitat
És un peix marí, demersal i de clima temperat (33°S-43°S) que viu entre 10-100 m de fondària a la plataforma continental.

## Distribució geogràfica
Es troba a l'Índic oriental: Austràlia (Austràlia Meridional, Victòria i Tasmània).

## Costums
És bentònic.

## Observacions
És inofensiu per als humans.